# Casale Marittimo
Casale Marittimo – miejscowość i gmina we Włoszech, w regionie Toskania, w prowincji Piza.
Według danych na rok 2004 gminę zamieszkiwało 1006 osób, 71,9 os./km².